# Distanshandel

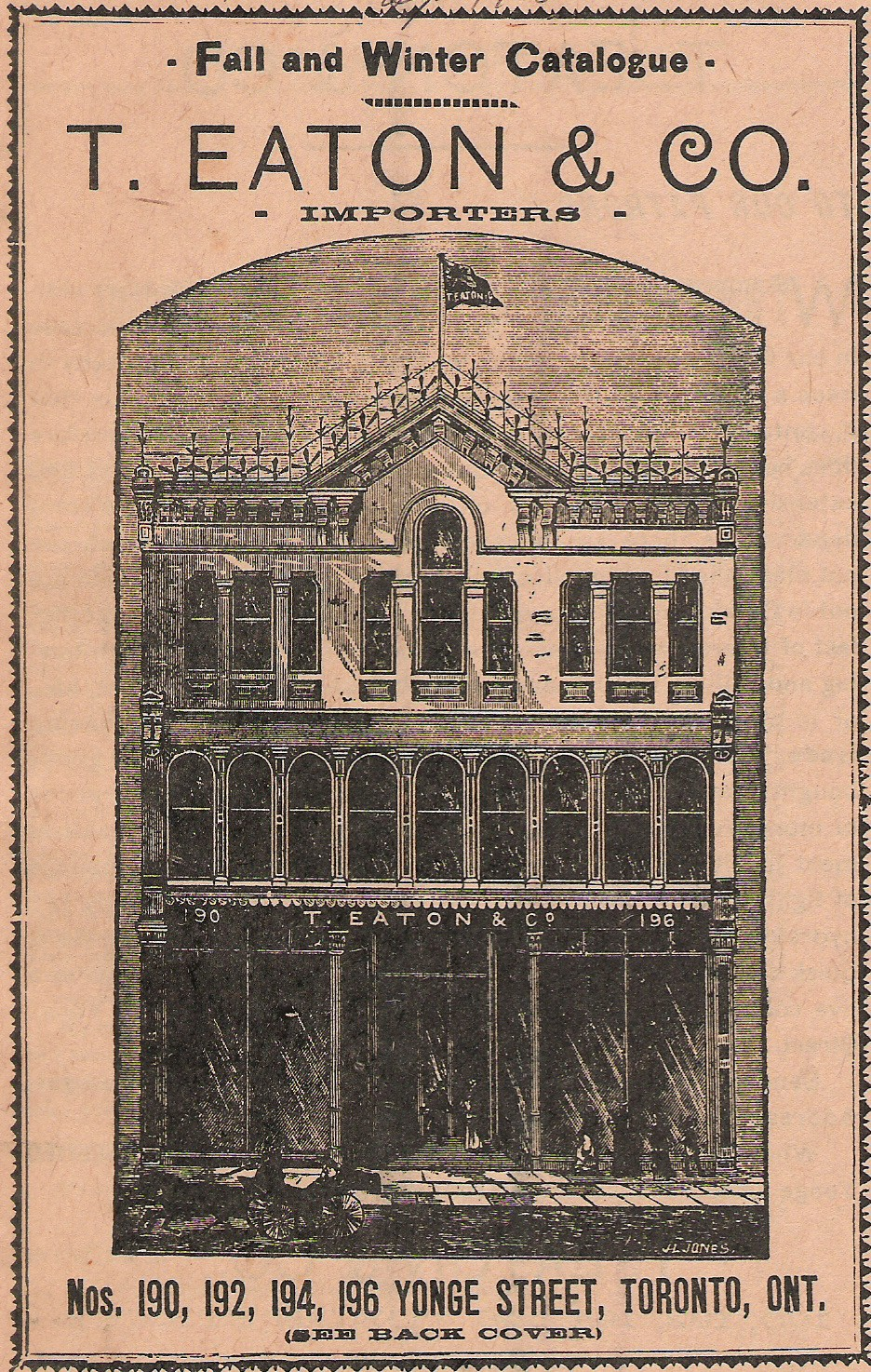
En tidig postorderkatalog från Kanada.

Distanshandel är handel med fysiska varor som säljs via postorderkatalog, svarstalong, Internet, telefon eller tv och som levereras direkt hem i postlådan eller till dörren alternativt till annan paketutlämnare.
Postorder är en försäljningsform där leveranser sker i form av postförsändelser, samtidigt som säljare och köpare normalt inte har personlig kontakt med varandra. Särskilt under 1900-talet var det vanligt att köparen tittade i en postorderkatalog eller ett kuponghäfte och gjorde beställningarna via telefon, fax eller brev, för att sedan få varorna hemskickade med posten. Ibland kallas den typen av postorder för traditionell postorder. Särskilt under 2000-talet är det vanligt att produkter annonseras via webbplatser och att köpare beställer från webbplatsen, så kallad e-handel. Det kan också räknas som postorder. När varor annonseras i exempelvis katalog eller på webbplats men inte går att få skickade via postförsändelser, utan exempelvis måste hämtas upp av köparen i butik eller varulager, är det inte fråga om postorder. När en köpare beställer via fysisk butik och sedan får varorna hemskickade brukar inte heller räknas som postorder eftersom det vanligtvis innebär personlig kontakt mellan säljaren och köparen.

## Traditionella postorderföretag i Sverige
Den första i Sverige att börja med postorderförsäljning var John Fröberg Lotorp utanför Finspång år 1879. Uppslaget skall ha kommit från Tyskland. Han arbetade då som bodbiträde, då han skaffade sig en visitkortspress, tryckte kort på kvällarna som han sedan sålde till handelsbodens kunder. Affärerna gick bra vilket fick Fröberg att börja sätta in annonser i tidningarna. Ett problem var att han hade omkring 7 kilometer till närmaste post och järnvägsstation i Finspång. Ganska snart fick han lov att anställa en "gångpostiljon" för att transportera paketen från Lotorp till Finspång.
Efter en studieresa i Tyskland på 1880-talet började Fröberg även producera kautschukstämplar, som snart blev företagets andra viktiga produkt. Efterhand började man producera produktkataloger och anställa handelsagenter runt om i landet och i slutet av 1880-talet var postorderfirman ett faktum.
De flesta efterföljarna började som agenter hos Fröberg. Så Johan Petter Andersson som redan som 13-åring började som agent för Fröberg och 1899 började med egen postorderförsäljning, vilken blev grunden till Åhlén & Holm.
En annan handelsagent hos Fröberg var Algot Johansson, som började sin egen verksamhet med att beställa hårnålar, skosnören och giktringar som såldes i bygderna. Även Oscar Ahrén som 1911 startade postorderfirma i Stockholm hade som ung varit handelsagent för Fröberg.
Exempel på postorderföretag är AJ-Produkter, Clas Ohlson, Ellos, Haléns, Hobbyförlaget, Hobbex, Ginza, Jula, Nordpost och H&M (tidigare H&M Rowells). Distanshandeln inklusive e-handel har totalt en omsättning på cirka 19 miljarder kronor (2007).
Traditionellt har många postorderföretag i klädbranschen varit lokaliserade till Borås, tack var dess många textilindustrier och traditioner med knallar.
Det första i Sjuhäradsbygden var Västgöta Väfnads AB i Älvsered, grundat 1897 (även om man då inte sysslade med postorderförsäljning), ett familjeföretag under tre generationer, nedlagt 1974. Efter sekelskiftet 1900 startades i Borås en rad andra. Äldst är Borås Fabriksnederlag, 1906, dotterföretag till konfektionsfabriken T.H.Lapidus. Anställda hos Fabriksnederlaget grundade senare nya firmor.

## Distanshandel och internetförsäljning
En variant av postorder som dök upp i slutet av 1990-talet, och särskilt i början av 2000-talet, är internetförsäljning (e-handel), där erbjudande och beställning, och ofta betalning, sker via webben, men leveransen sker även här via post.
Dessa branschvarianter har delvis smält samman till distanshandel.
Den tidigare branschorganisationen Svenska postorderföreningen har, för att följa utvecklingen i branschen, bytt namn till Svensk Distanshandel.

## Konsumentskydd
I Sverige regleras konsumenträtten inom postorderverksamheten av Distans- och hemförsäljningslagen, som gäller från och med 1 april 2005. Tidigare reglerades distansavtal i Lag (2000:274) om konsumentskydd vid distansavtal och hemförsäljningsavtal, vilken upphävdes den 1 april 2005.